# Gakuto Notsuda
Gakuto Notsuda (født 6. juni 1994) er en japansk fodboldspiller.
Han har spillet for flere forskellige klubber i sin karriere, herunder Sanfrecce Hiroshima, Albirex Niigata, Shimizu S-Pulse og Vegalta Sendai.